# 그린스 레스토랑

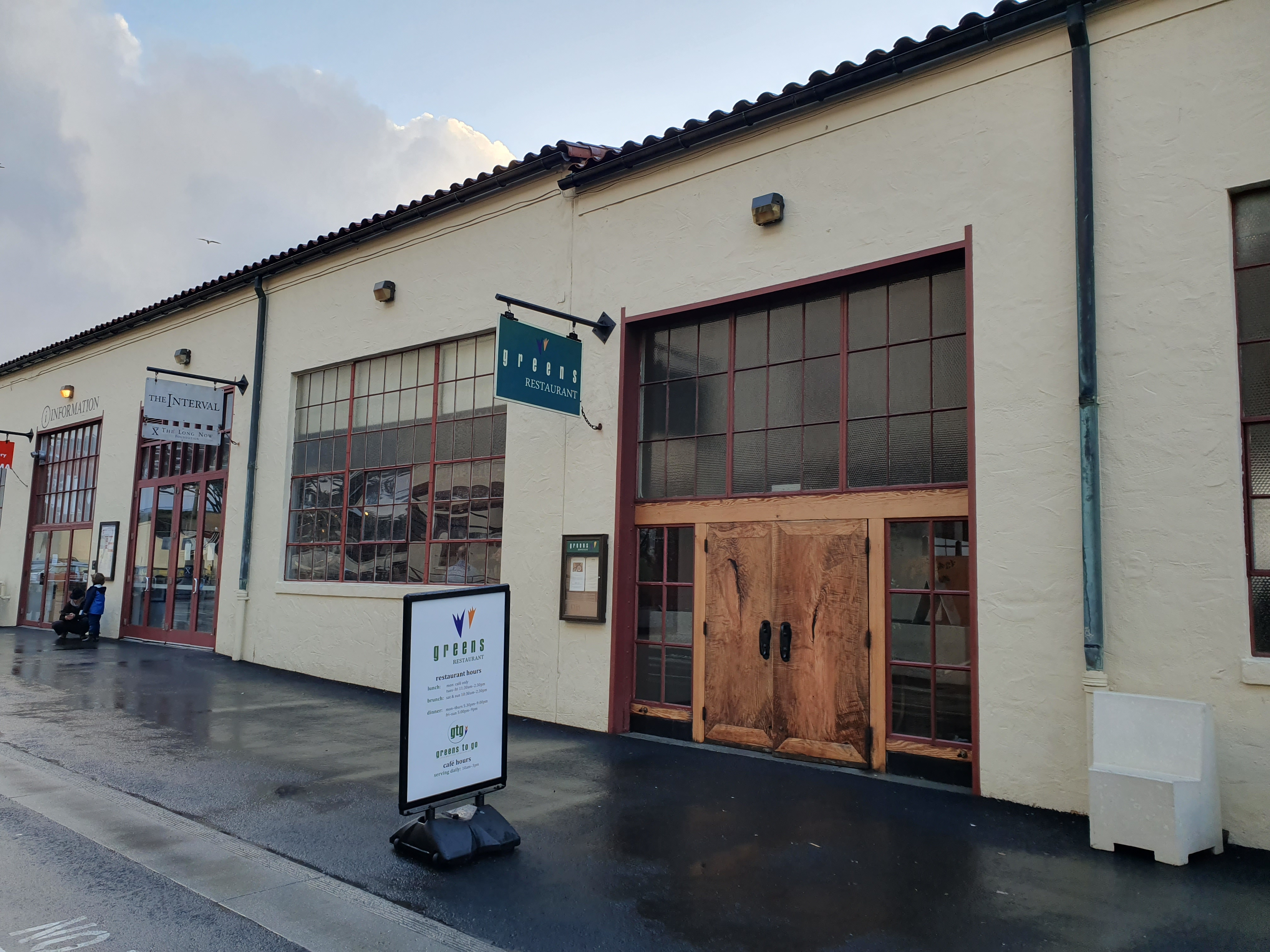

그린스 레스토랑(영어: Greens Restaurant)은 미국 캘리포니아주 샌프란시스코에 위치한 포트 메이슨 센터내안에 있는 베지테리안 레스토랑이다.
1979년, 샌프란시스코 젠 센터가 설립하였고, 뉴욕 타임스에도 게재되었다. 요리에 사용되는 유기농 야채는 모두 샌프란시스코 젠 센터가 운영하는 그린걸치 농장(Green Gulch Farm)에서 채취된다.